# Setosabatieria jingjingae
Setosabatieria jingjingae is een rondwormensoort uit de familie van de Comesomatidae. De wetenschappelijke naam van de soort is voor het eerst geldig gepubliceerd in 2001 door Guo & Warwick.